# Data urodzenia
Data urodzenia – w prawie i genealogii data przyjścia na świat (tj. zakończenia drugiego etapu porodu danej osoby), tj. dzień, miesiąc i rok w kalendarzu gregoriańskim. Obecnie jedynym prawnym dowodem i źródłem daty urodzenia osoby jest jej akt urodzenia wystawiony przez właściwy dla miejsca urodzenia urząd stanu cywilnego.